# Universidade da Austrália Ocidental
A Universidade da Austrália Ocidental (em inglês: University of Western Australia) é uma universidade localizada na Austrália Ocidental, Austrália. Foi fundada em 1911.